# 이사 히데노리
이사 히데노리(일본어: 井佐 英徳, 1976년 7월 30일~)는 일본의 전직 바이애슬론 선수이다. 올림픽에 4회(2002, 2006, 2010, 2014) 연속으로 참가했으며 아시안 게임에서 금메달 1개, 은메달 3개, 동메달 1개를 획득했다.